# Wilamowice (gmina)
Pour les articles homonymes, voir Wilamowice (homonymie).
Wilamowice est une gmina mixte du powiat de Bielsko-Biała, Silésie, dans le sud de Pologne. Son siège est la ville de Wilamowice, qui se situe environ 12 km au nord-est de Bielsko-Biała et 39 km au sud de la capitale régionale Katowice.
La gmina couvre une superficie de 56,72 km2 pour une population de 15 166 habitants.

## Géographie
Outre la ville de Wilamowice, la gmina inclut les villages de Dankowice, Hecznarowice, Pisarzowice, Stara Wieś et Zasole Bielańskie.
La gmina borde la ville de Bielsko-Biała et les gminy de Bestwina, Brzeszcze, Kęty, Kozy et Miedźna.